# Stream.cz
Stream.cz je videoportál společnosti Seznam.cz, nabízející vlastní tvorbu, ale také videa dalších obsahových služeb Seznamu a externích produkcí a tvůrců.

## Historie

### Založení

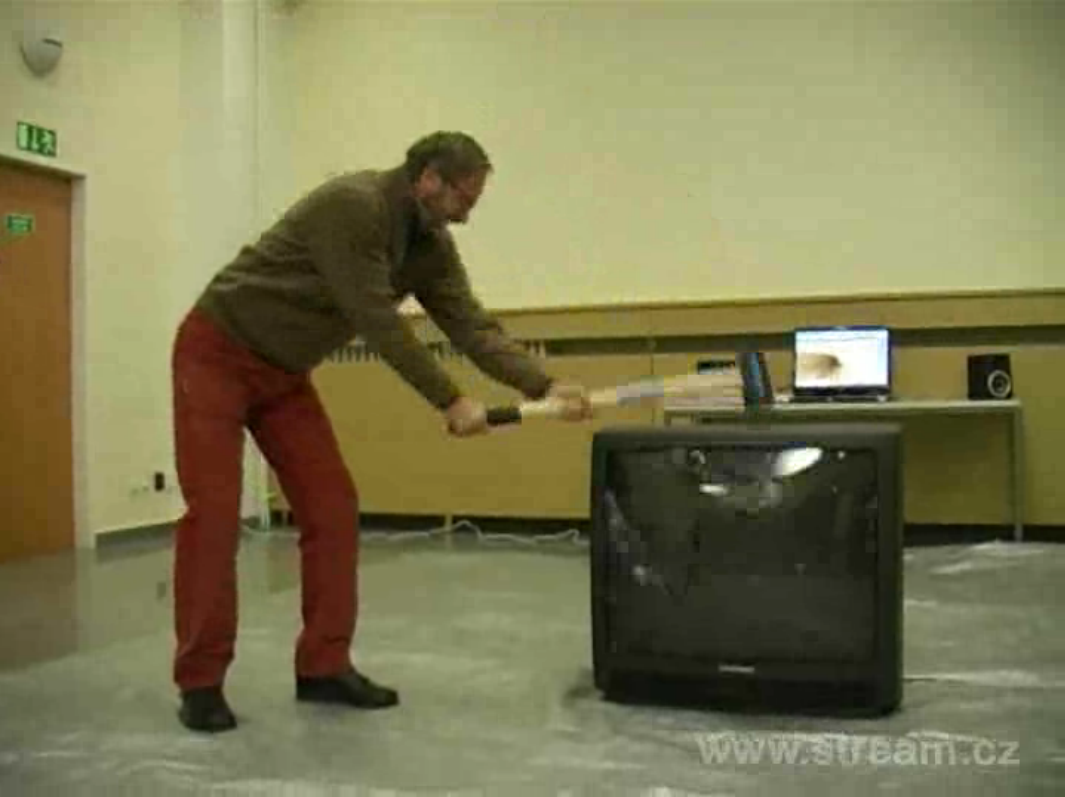
Jedno z vůbec prvních videí na Stream.cz ukazuje jeho zakladatele, jak rozbíjejí kladivem televizi

Internetový portál Stream.cz byl založen v roce 2006 podnikatelem Milošem Petanou, jako platforma pro původní profesionální obsah, uživatelský obsah a hudební videoklipy. U zrodu stáli i internetový podnikatel a novinář Patrick Zandl, producenti Daniel Netušil a David Holý, zakladatel Bonuswebu Zdeněk Polách i pozdější dlouholetá dramaturgyně Andrea Maloveczká. Testovací vysílání bylo spuštěno 21. prosince 2006.

### První video
Historicky prvním videem na Stream.cz bylo video, kde zakladatelé demonstrativně rozbili televizi.

### Zakoupení společností Seznam.cz
V roce 2007 vstoupila do Global Inspiration z 50 % společnost Seznam.cz, čímž se program Stream.cz začal objevovat na hlavní stránce Seznamu, a návštěvnost portálu tak skokově stoupla. 5. března téhož roku je spuštěn ostrý provoz. V březnu 2011 koupil Seznam.cz zbývajících 50 % podílu, a stal se tak jediným vlastníkem Stream.cz. S přesunem pod nového vlastníka (Seznam.cz) upustil Stream.cz od bulvárně laděných reportáží a v roce 2013 pak i od podpory běžných uživatelských videí a zaměřil se výhradně na výrobu původního obsahu.

### Hudební obsah
Videoklipy, které do roku 2011 běžely na podstránce Stream Music, byly od roku 2012 výhradně na samostatné službě Mixer.cz. Tato služba ukončila provoz 31. srpna 2016.

### Vedení
Mezi programovými řediteli, kteří se v období 2006 – 2011 vystřídali, figurovali: režisér Michael Čech, scenárista Evžen Gogela, syn hudebního skladatele Petr Svoboda, herečka Veronika Žilková a moderátor a bývalý šéfredaktor zpravodajství Pavel Zuna. Od roku 2011 stáli v čele redakce šéfproducent Lukáš Záhoř a šéfdramaturg Martin Krušina, po neshodách s vedením Seznam.cz odešli oba koncem roku 2017 do nového projektu MALL.TV. S nimi téměř kompletní redakce i autoři úspěšných pořadů. Provozního vedení Streamu se ujal Filip Vážanský, který přišel z TV Óčko, kreativní část zastřešuje Daniel Strejc, původně z konkurenční videoplatformy Obbod.

### Televize Seznam
V dubnu 2019 byla původní samostatná platforma Stream.cz zrušena a její obsah se kompletně přesunul pod nový web Televizeseznam.cz, zastřešující veškerý videoobsah Seznam.cz, tj. – TV Seznam, Seznam Zprávy, Stream.cz, Super.cz, Novinky.cz, Proženy.cz, Garáž.cz, Sport.cz, ale zapojil také videa třetích stran – Zábavná videa „3v1“ z kanálu ONE TV, reportáže z Extra.cz, rozhovory Pavla Štrunce z Info.cz, XTV a mnoho dalších.

### Návrat původního názvu
Od 1. června roku 2021 se portál vrátil ke svému původnímu názvu Stream.

## Aplikace a šíření
Aplikace Stream je dostupná pro chytré telefony a tablety přes aplikaci pro Android, aplikace pro iOS se stále jmenuje Televize Seznam. Sledovat pořady této internetové televize je od konce roku 2014 možné také na chytrých televizorech prostřednictvím aplikace, od spuštění televizního kanálu Seznam.cz TV v roce 2018 také prostřednictvím jeho HbbTV (DVB-T2 multiplex 23 a DVB-S2). Před spuštěním plnohodnotného televizního kanálu bylo možné od 31. května 2016 HbbTV aplikaci naladit v DVB-T multiplexu 4.

## Program
Výběr originální tvorby Stream.cz

### Seriály
- Kancelář Blaník – Původní seriál z prostředí alternativních mocenských center. Vznikl v koprodukci se společností Negativ Film Productions.
- Lajna – Původní internetový seriál natočený podle scénáře Petra Kolečka v režii Vladimíra Skórky. Hlavním hrdinou je hokejový trenér Hrouzek, člen vítězné sestavy z Nagana s hráčskými zkušenostmi z NHL, který  odjíždí do Havířova, kde by měl trénovat místní klub. V hlavních rolích: Jiří Langmajer a Hana Vagnerová. Seriál má celkem tři série.
- Revír – Komediální seriál z prostředí myslivců
- Hasičárna Telecí – Komediální seriál z hasičského prostředí, v hlavní roli Bolek Polívka
- Skvrna – Krátkometrážní drama. V blízké budoucnosti záhadná nemoc zabíjí dospělé. Civilizace, jak ji známe, zkolabovala. Na světě přežívají pouze děti. V hlavní roli Josef Trojan
- Kadeřnictví – Co účes, to příběh. Krátký internetový pořad pro ženy.
- Štafl – Každá jízda má svého řidiče, každý řidič má svůj Štafl a každý Štafl má svá pravidla. Devítidílný cyklus z taxikářského prostředí s příznačným názvem Štafl, ve kterém se představí v hlavních rolích Leoš Noha, Lukáš Příkazký a David Novotný.
- Krmelec – Nálevna uprostřed lesa, která je neobyčejná. O zvířatech, která řeší stejné problémy jako lidi. Režie: Milan Šteindler. Hrají: Tomáš Jeřábek, Pavel Liška a další.
- Semestr – Hrají: Anna Linhartová, Jan Hoffman, Evy Josefíková a Jan Cina a další Režie: Adam Sedlák.
- Autobazar Monte Karlo – Sitcom o autobazaru Monte Karlo, kde se v hlavní roli představil Petr Čtvrtníček spolu s Jaroslavem Pleslem a Lucií Polišenskou.
- Pěstírna – Seriál z prostředí pěstírny marihuany. Režie: Andy Fehu.
- Kafe & Cigárko – Seriál o životě hereček vycházející z blogu herečky Marie Doležalové. Scénář: Petra Soukupová, režie: Jiří Diarmaid Novák.
- Mrazivá tajemství – Skupina odborníků poodkrývá mrazivá tajemství příběhů, které někteří považují za neškodná. Animovaný seriál v režii Radovana Surého a Pavla Jindry.
- Cuky Luky – Parodický seriál slovenských hereček Petry Polnišové a Zuzany Šebové s fiktivními postavami zvyklými na luxusní život, který jim Slovensko neposkytuje.
- Fízlárna – Komedie z policejní stanice, kde si nekompromisní šéf se svým zaprodaným podřízeným zvykají na nového kolegu z Moravy.
- Alles Gute – Pokračování výuky německého jazyka z pořadu Česká soda od Milana Šteindlera a Davida Vávry. Celkem 12 epizod.
- Žrouti – Spojení pořadů Vaříme s Mírou a Luxus na talíři do 9dílného seriálového triptychu.
- PIZZA BOY – Původní hraný seriál o poslíčkovi, který chce jenom včas dovézt pizzu a dostat slušné dýško, v hlavní roli s Vladimírem Škultétym. Internetová televize Stream.cz při jeho uvedení 21. ledna 2015 upustila od modelu nasazování jednotlivých dílů v týdenních intervalech a jako první česká televize umožnila divákům sledovat všech dvanáct epizod černé komedie režiséra Adama Hobzika najednou.
- Gynekologie 2 – První český internetový seriál z roku 2007, parodující Ordinaci v růžové zahradě. Hrají: Petr Čtvrtníček, Jiří Lábus, Robert Nebřenský a další. Celkem 24 epizod.
- Přijela pouť – Seriál zasazený do roku 1990. Tradiční rodinná pouť Dresslerových s očekáváním vyhlíží první sezónu v demokratickém státě. Hrají: Jakub Prachař, Michal Suchánek, Oldřich Navrátil a další.

### Aktuální pořady
- Darwinovy ceny – je komediální pořad. Autorem pořadu je Richard Cacák. Od 6. května 2015 vychází epizoda každé úterý, pro facebookové fanoušky někdy v pondělí večer, namísto každé středy. Richard Cacák v každém díle vybere 3 videa s "adepty na zlatého Darwina". Tento pořad se dá považovat za takovou light-show od celosvětově známé organizace Darwinova cena. Zde se ovšem nesmí zobrazovat smrt, jen k ní mají adepti někdy velmi blízko, a taky záznam musí být na videu. Každé video Cacák ohodnotí určitým počtem procent na tzv. idiot metru. Jediný, kdo zatím dostal 100 % byl Rus Ivan, který skočil ze 120 m, poblíž města Konakovo, přičemž si špatně složil padák, který se mu nerozložil. Bylo to v rámci stého dílu (24. 3. 2015).
- Fenomén – Publicistický pořad Karolíny Vrbasové, který má na kontě již přes 300 epizod a zaznamenal přes 100 milionů zhlédnutí.
- Jak nás vidí svět – Skupinka (zpravidla sedmi) cizinců z celého světa jednotlivě po sobě ochutnávají česká jídla, nápoje, nebo reagují na českou kulturu, hudbu, politiky a na kameru se zachytávají jejich reakce
- Mistři Volantu – Druhý pořad Richarda Cacáka. Za týden vybere nejlepší řidiče, a zařadí je hned do tří kategorií: Kliďas týdne, Psychopat týdne a Smolař týdne/Klikař týdne.
- Tady žije zlo – Jak mohou sekty ovlivňovat mysl a omezovat svobodu jedince? Temné zákoutí sekt a náboženských skupin rozebírá v pořadu Karolína Vrbasová
- Vrtáci při práci – Další z pořadů Richarda Cacáka o lidech, kteří se při kontaktu s fyzickou prací mění ve zbraně hromadného ničení

### Archivní pořady
- A DOST – Autorský spotřebitelsko-investigativní týdeník moderátora a reportéra Jana Tuny. V září 2014 přibyl do redakce Jakub Klingohr, reportér s dlouholetou praxí v hlavních zpravodajských relací obou nejsledovanějších komerčních televizí. Pořad, který přispěl k odhalení řady nepravostí a klamání spotřebitelů, provází od podzimu také nová znělka a grafická úprava.
- Menu Domů – Foodblogerka Veronika Kokešová alias Koko navštěvuje nejluxusnější restaurace a ochutnává speciality šéfkuchařů, aby pak jejich gastronomický um napodobila ve své kuchyni.
- Meziplyn – Motoristický magazín pro automobilové nadšence. Novinky ze světa aut střídají vlastní testy nejnovějších modelů aut, uvádí nezávislý motoristický publicista Honza Koubek.
- Slavné dny – Reportáže o milnících lidských dějin, dnech, které změnily tvář tohoto světa. Dramaturgicky vede a svým komentářem provází novinář Pavel Zuna. Na podzim roku 2014 se populárně naučná série Slavných dnů dočkala stejnojmenného knižního zpracování s podtitulem „50+2 příběhy, které psaly historii“ a spuštění webu slavne-dny.cz, jehož cílem je zatraktivnit prostřednictvím pracovních listů a metodik výuku a pomoci studentům základních a středních škol lépe se v historii zorientovat.
- Slavné sportovní okamžiky – Pořad Pavla Zuny a Martina Krušiny o sportovních vítězstvích, porážkách, překvapeních i tragédiích.
- Uzlíky na jazyku – Doc. RNDr. Karel Oliva objasní původ známých českých slov, jakým prošla vývojem a proč měla v minulosti často zcela jiný význam.
- Výleťák Dušan Krejdl přináší tipy na výlety
- Zmizelá Šumava – Emil Kintzl (81) je šumavská legenda. Věnuje se příběhům starých, dnes už zaniklých osad, které v 20. století zmizely z mapy tohoto drsného kraje.
- MISE K2 – Unikátní série reportáží dokumentující výstup horolezce Radka Jaroše na druhou nejvyšší horu světa, které se kvůli zrádnému počasí a nejvyššímu počtu neúspěšných pokusů o zdolání přezdívá „krutá hora“. Radek Jaroš stál K2 tváří v tvář neúspěšně čtyřikrát. Jeho pátý pokus o dosažení vrcholu a spolu s ním i poslední ze čtrnácti osmitisícovek, která mu chyběla do tzv. Koruny Himálaje, mohli sledovat exkluzivně diváci internetové televize Stream.cz. V osmi epizodách viděli, jak se expedici připravuje, jak vypadá cesta do base campu i na samotný nejvyšší bod v 8 611 metrech, kterého padesátiletý horolezec dosáhl 26. července v 16:00 pákistánského času.
- Banát CZ – zobrazuje příběhy a informace Čechů žijících v Rumunském Banátu. Pořad v roce 2015 zvítězil v kategorii TV a online program v národní sekci nejstaršího filmového festivalu s turistickou tematikou TOURFILM.
- Baťa v kostce – seriál o milnících v životě Tomáše Bati a v historii jeho firmy, natáčený na motivy stejnojmenné knihy autora Zdeňka Pokludy. Jednalo se o první spojení internetové televize Stream.cz a světa knih.
- Česko vs Slovensko Čech a Slovák se v tomto pořadu přou o to, která země je víc v hajzlu.
- Dělníci smrti Zavedeme vás na místa, která se pojí se smrtí a umíráním. A ukážeme vám je tak, jak jste je ještě neviděli. Budeme mluvit s lidmi, kteří o smrti a umírání vědí takřka všechno. A to i proto, abyste se mohli správně rozhodnout.
- Dobývání vesmíru Zpravodajství z kosmonautiky a astronomie, moderuje Dušan Majer.
- Gebrian versus Architekt Adam Gebrian, který byl v roce 2015 zvolen architektem roku, na stopě míst, kde veřejné zakázky nedávají smysl.
- Honest Guide Janek Rubeš se stal pražským průvodcem pro zahraniční turisty. Do místních nešvarů sice pořad tepe, ale mnohem radši dává užitečné rady a máchá u toho rukama.
- Honza na cestách Jan Tuna odhodil košili a reportážní mikrofon a vyrazil do světa! Vzrušující pokračování Honzíkovy cesty je tu.
- Hudební masakry – hudební publicista Jarda Konáš rozbouřil scénu svým blogem hudebnimasakry.cz, kde nemilosrdně tepe nešvary na české hudební scéně. Falšování prodejů CD, lži v tiskových zprávách, zpěváci, kteří se vydávají za někoho jiného, a spousty dalších.
- Chlapidárium – pořad Karolíny Vrbasové o intimních a vztahových záležitostech.
- Infobaden news – druhé nejdůvěryhodnější zpravodajství na českém internetu – www.infobaden.cz
- Islám v ČR – Tadeáš Daněk se ve svém studentském projektu snaží zjistit, jak je vnímán Islám v Česku a jestli je skutečnou hrozbou.
- Jak se co dělá – Jana Bridget Hadrbolcová ukazuje, jak se vyrábí různé věci…
- Jídlo, s. r. o. Roman Vaněk, šéf Pražského kulinářského institutu, ukazuje obyvatelům Česka možná úplně poprvé, co vlastně jedí. Se svým týmem navštěvuje největší továrny v zemi, které denně vyrobí tuny stejného výrobku, zároveň ukazuje pohled i do domácích výroben, kde na tradici a kvalitě záleží.
- Kalendář Míši a Ríši – duo Suchánek-Genzer a 365 dní v roce
- Kazma to nedá – šestidílná série, ve které fitness trenér Jakub Bína připravoval svérázného a nedisciplinovaného moderátora One Man Show Kazmu během šesti týdnů na uběhnutí půlmaratonu. Přenos závodu Mattoni 1/2Maraton Olomouc 2014, který se uskutečnil 21. června 2014, se vysílal živě na Stream.cz.
- Kritické momenty kosmonautiky – příběhy prvních průkopníků na cestách do vesmíru.
- Kuchař ví Zdeněk Marcín představuje jednoduché triky, které by měl umět každý správný kuchař.
- Mezi Půlky – skečový pořad plný nekorektního humoru a parodií na život kolem nás i v nás. Komické duo Klučka/Mazal a kolektiv šilenců vás rádi pošlou Mezi Půlky!
- Minuta módy Módní bloggerka Eliška Hudcová vyráží do ulic, aby naučila Češky a Čechy oblékat se podle nejnovějších módních trendů.
- Nej… To nej z celého světa v jedné minutě.
- Nekecej! – pořad ve stylu televizní show Nikdo není dokonalý. Moderují Tomáš Zástěra a Tomáš Novotný. 179 epizod.
- Nezapomenutelní Legendy pranků se nebojí žádných ožehavých témat. Se skrytou kamerou vyrážejí do ulic zkoumat české reakce na cokoliv.
- New You Tým profesionálních kadeřníků ze studia New You pod taktovkou Martina Tyla a Tibora Němce dokáže změnit účes, střih, barvu a celkový styl.
- One Man Show Pořad, který uvádí Kazma Kazmitch. Dříve šlo o talkshow, kam si zval hosty ze showbyznysu.
- Operace Izrael – nejdrsnější tuzemská reality show, ve které si dva Češi (policista Honza a pilot Jirka) a jedna Češka (herečka Veronika „Nikita“ Petrová) prožili skutečné peklo. Odjeli do válkou zmítané země a pod vedením bývalých vojáků speciálních jednotek izraelské armády se podrobili nejtěžšímu výcviku reálné sebeobrany krav maga na světě. Štáb internetové televize Stream.cz byl prvním, který dostal povolení natáčet.
- Peklo na talíři – šéf Pražského kulinářského institutu Roman Vaněk pranýřuje úroveň české gastronomie.
- Peklo s Landou – reality show zpěváka Daniela Landy, ve kterém pět mužů, dostalo šanci změnit svůj život.
- PokusIQ – pořad vyráběný ve spolupráci s IQLANDIA Liberec. Obdržel 2 ceny SCIAP 2015 za popularizaci vědy.
- POŘAD Luďka Staňka Luděk Staněk se divá v televizi na každý nesmysl, abyste jeho diváci už nemuseli.
- Praha vs. Prachy – metropole v srdci Evropy a v ní 6 milionů turistů ročně….versus hrstka podvodníků, která se je snaží připravit o peníze. Pořad, ve kterém Janek Rubeš zjišťuje, jak funguje zákulisí pražského organizovaného zločinu.
- Příběh písně Jarda Konáš na chvilku přestal tepat ty nejhorší hudební fláky a zaměřil se na příběhy v pozadí nejslavnějších hitů historie.
- Rap n News Ondřeje Hejmy – aktuální události rapově glosuje frontman skupiny Žlutý pes Ondřej Hejma
- Restart života Životní kouč Lenka Černá radí a motivuje, jak na sobě pracovat a osobně růst.
- Slavné značky Pořad Stanislava Brunclíka a Pavla Zuny o celosvětově známých značkách.
- Slavní neznámí Pořad Pavla Zuny o významných lidech, kterých si veřejnost tolik nevšímá.
- Swajp Mobilními aplikacemi krmíme své smartphony dnes a denně. Abyste se v té záplavě neztratili a nemrhali své úložiště na zbytečnosti – ukážeme vám ve Swajpu každý týden aplikace, které opravdu stojí za to!
- Top 5 – v každé epizodě redakce připraví pět nejlepších věcí k danému tématu na epizodu.
- Univerzita Balení – „protekční spratek“ Pavel Novotný radí, jak si pořídit slečnu.
- Virály týdne – zakladatel webu Tyinternety.cz a nadšený divák všech nejnesmyslnějších online videí Jakub Svoboda shrnuje divákům nejvirálnější videa daného týdne.
- Vyrobeno v Česku Možná občas zapomínáme, že v České republice se stále vyrábí české výrobky. Pořad mapuje jak firmy s dlouholetou historií, tak ty nedávno vzniklé.
- Závod o Hrad – unikátní projekt, ve kterém se před kamerou Stream.cz představili všichni vážní kandidáti první přímé prezidentské volby v dějinách ČR. Moderátor Pavel Zuna každého vyzval k libovolné sportovní disciplíně.
- Zpátky na vrchol – reality show s fitness trenérem Jakubem Bínou, který ví, jak dostat své svěřence zpátky na vrchol. Fyzickou proměnou prošli pod jeho vedením všichni účastníci odvysílaných řad bez rozdílu věku i počáteční kondice. Na comeback do ringu připravil Mario Jarkase, bývalého několikanásobného mistra v čínském boxu a kickboxu, ve druhé řadě pomohl třem vybraným účastnicím shodit celkem 40,5 kg tuku a nabrat 3,7 kg svaloviny. A do třetice dal do těla dvěma párům.
- Zprávy – každý čtvrtek glosujeme nejdůležitější zprávy týdne a přinášíme souvislosti, které by divákům zaručeně neměly uniknout.
- Život v luxusu – Janek Rubeš ukazuje svět, kde se penězi nešetří.

- Videoblogy – za dobu existence měly na Stream.cz své videoblogy populární celebrity (Ewa Farna, Agáta Hanychová, Pavel Novotný, Lucie Bílá, Tomio Okamura), ale i tehdy neznámí lidé, kteří se proslavili až poté: např. Jiří Babica (už zde nahrával videa pod názvem Babicovy dobroty), pozdější vítěz Česko hledá Superstar Martin Chodúr, finalista Česko Slovensko má talent Richard Nedvěd, budoucí hvězdy virálních videí a autoři Debilních keců Erik Meldík a Čeněk Stýblo (alias Viralbrothers) i dosavadní člen redakce Stream.cz Janek Rubeš (Noisebrothers, NBN).

Další pořady: Národ sobě aneb co nám ve škole neřekli (napravování mýtů o českých dějinách, moderuje historik Jiří Rak), Město podvodů? (Janek Rubeš se vydává v Praze za amerického turistu a odhaluje podvodné praktiky na turisty).

## Sledovanost
Zásadní proměnou prošel Stream.cz v říjnu roku 2013, kdy představil novou podobu a koncept internetové televize. Divákům nabídl velké okno pro přehrávání pořadů a jejich kontinuální proud i příslib vlastní tvorby. Zároveň byla zrušena uživatelská videa. Nový redesign s sebou přinesl krátkodobý propad sledovanosti, který ale záhy vystřídal návrat na původní hodnoty. Toto období si vysloužilo označení „údolí smrti“. V říjnu 2014 překročil počet zahájených přehrání hranici 30 milionů.
K nejstarším a nejsledovanějším seriálům internetové televize Stream.cz patří pořad Fenomén. Z původního magazínu o hudebních fenoménech, který byl premiérově uveden ve středu 26. března 2008, se stal postupem času lifestylový týdeník, v němž jeho autorka a moderátorka Karolína Vrbasová dokumentuje zajímavé úkazy, jedince a skupiny, aktuální i nadčasové události a veškeré dění, které hýbe společností. V prosinci 2014 oslavil pořad jubilejní 300. díl, na kontě má více než 100 milionů zhlédnutí.
Vůbec nejsledovanější epizodou internetové televize Stream.cz se stalo „Odhalení největšího televizního skandálu v Česku“ z pořadu One Man Show s počtem přehrání převyšujícím 3.350.000.
Videoportál Stream.cz nasbíral za rok půl miliardy zhlédnutí. 

## Pohádky
Pohádky je název druhé aplikace Stream.cz. Vznikla v prosinci 2013 a od té doby je dostupná na mobilních telefonech, tabletech nebo televizi. Nejvíce obliby mají pohádky Krteček, Pat a Mat nebo Ovečka Shaun. Populární jsou také videa ‚‚RC modelů‘‘ nebo LEGO příběhy. Psí maskot Seznamu se objevuje mezi pohádkami, konkrétně v minisérii Krasty a moucha. Obsah pro děti se neustále rozšiřuje včetně nabídky rodinných a animovaných filmů.

## Edice Stream.cz
V roce 2014 spustila internetová televize Stream.cz vlastní ediční činnost. Prvním z původních pořadů, který se dočkal vlastní série předmětů, bylo Jídlo, s.r.o., mezi nabízenými produkty se objevily například zdravá lahev a zdravý box s ilustracemi „Udatného Romana“ (komiksová verze Romana Vaňka, která se objevovala na začátku a na konci každého dílu, znázorňovala jeho boj proti „šmakuládám“ a „éčkům“).
Mezi úspěšné produkty se zařadil také Motivační diář k pořadu Restart života profesionální koučky Lenky Černé, který byl pro velký zájem třikrát dotištěn. V edici Stream.cz dále vyšlo:
- Slavné dny, 50+2 příběhy, které psaly historii – knižní prvotina novináře Pavla Zuny.
- Slavné dny 2 – pokračování velmi úspěšného prvního dílu na sebe nenechalo dlouho čekat.
- Zpátky na vrchol – DVD s efektivním tréninkovým plánem, pro ty, kteří se cvičením začínají i pro ty, kteří nejsou v tělocvičně žádnými nováčky. Třicetidenní cvičební program, který sestavil fitness trenér a moderátor stejnojmenného pořadu Jakub Bína, byl v prodeji také ve speciální limitované verzi s gymnastickým míčem a posilovací gumou. Ta byla během jediného dne téměř kompletně vyprodána.
- Blaníku, nezlob se! – stolní hra navržena na motivy seriálu Kancelář Blaník. Politický sitcom měl také vlastní pánská a dámská trička a hrnečky s oblíbenými hláškami hlavního hrdiny, legendárního lobbisty Tondy Blaníka.
- Leporelo Ježíšek – obrázková knížka odpovědí na všechny dětské otázky. Básničku Ježíšek napsala a ilustracemi doprovodila Hana Auerová.
- Menu podle Koko – kuchařka plná videí Veroniky „Koko“ Kokešové, kterou vydalo nakladatelství Smart Press a kterou doprovází stejnojmenný pořad na internetové televizi Stream.cz.
- Zmizelá Šumava – Emil Kintzl, pro nějž je Šumava celoživotní láskou, a Jan Fischer, režisér stejnojmenného seriálu, poutavě a jadrně líčí těžký a svérázný život horalů na samotách a v chudých osadách, popisují činorodý život lidí ve větších obcích a v neposlední řadě připomínají bohatou průmyslovou a kulturní historii tohoto regionu.
- Luxus na talíři/Vaříme s Mírou – Knižní podoba receptů Roberta Mikluše a Míry Hejduka, které prezentují ve stejnojmenných pořadech na internetové televizi Stream.cz.
- Kritické momenty kosmonautiky – knižní ztvárnění oceňovaného seriálu, líčícího osudy vesmírných průkopníků.

## Ocenění
V roce 2007 byl Stream.cz v rámci internetové ankety Křišťálová Lupa vyhlášen Projektem roku. V roce 2008 byl v téže anketě oceněn první cenou v kategorii Zábava, následně v roce 2009 jako třetí nejlepší publikační platforma. V roce 2013 byl Stream.cz v rámci Křišťálové Lupy oceněn hlavní cenou Službou roku.
S pořadem jihlavského popularizátora kosmonautiky Dušana Majera Dobývání vesmíru několikrát získal Stream.cz ocenění od Akademie věd ČR za popularizaci vědy (SCIAP 2011 – 3. místo, 2012 – 2. místo; 2013 – 3. místo; 2015 – 2. místo kniha a 3. místo seriál). V roce 2015 získal tuto cenu i pořad PokusIQ (1. místo v kategorii Internet/On-line a 1. místo v kategorii audio/video/film).
Pořad Peklo na talíři získal cenu studentské poroty filmového festivalu LIFE SCIENCE (2012) a v roce 2013 Křišťálové lupy v kategoriích Zájmový web a Projekt roku.
Na mezinárodní soutěžní přehlídce televizní a rozhlasové tvorby všech uměleckých žánrů zaměřených na gastronomii a potravinářství Znojemský hrozen 2014 získal pořad Romana Vaňka Jídlo, s. r. o., zvláštní uznání.
V anketě Křišťálová lupa 2014, oceňující nejoblíbenější a nejzajímavější projekty a služby českého Internetu uspěla internetová televize Stream.cz hned se dvěma svými pořady. Politická satira Kancelář Blaník zvítězila v kategorii Obsahová inspirace, One (Wo)Man Show vyhrála moderátorka pořadu MENU domů Veronika „Koko“ Kokešová.
Za bezkonkurenční způsob, kterým vystihuje podstatu českého zkorumpovaného politického prostředí, jež skrytě ovlivňují tzv. vlivové agentury, získal sitcom Kancelář Blaník také cenu Václava Havla udělovanou Českým filmovým a televizním svazem FITES.
V polovině dubna 2015 byl seriál Kancelář Blaník oceněn Cenou asociace režiséru a scenáristů (ARAS). Na udílecím ceremoniálu pátého ročníku v kině Ponrepo 16. dubna získal seriál zvláštní ocenění.
Na filmovém festivalu Finále Plzeň 2015 porota udělila seriálu Kancelář Blaník zvláštní uznání za neotřelý styl seriálu a originální satirický obsah, určený pro novou internetovou platformu.
V anketě Mobilní aplikace roku 2015 získala aplikace Stream.cz druhé místo v kategorii Média.
Kampaň "Pro jedno TýTý slunce nesvítí", která se odvíjela od přihlášení a následného vyřazení Stream.cz z televizních cen TýTý, získala v anketě Česká cena za PR zlato v kategoriích Firemní komunikace a Sólokapr/Media placement. Stala se rovněž absolutním vítězem roku.
V 10. ročníku ankety Křišťálová lupa 2015 získal pořad Praha vs. Prachy hlavní ocenění v kategorii Obsahová inspirace.
3. série seriálu Kancelář Blaník získala cenu ČFTA – Český lev 2015 v kategorii Mimořádný počin v oblasti audiovize.
Festival Tourfilm v roce 2015 ocenil počin BanátCZ, o rok později pak dostal cenu i pořad Vodáci.

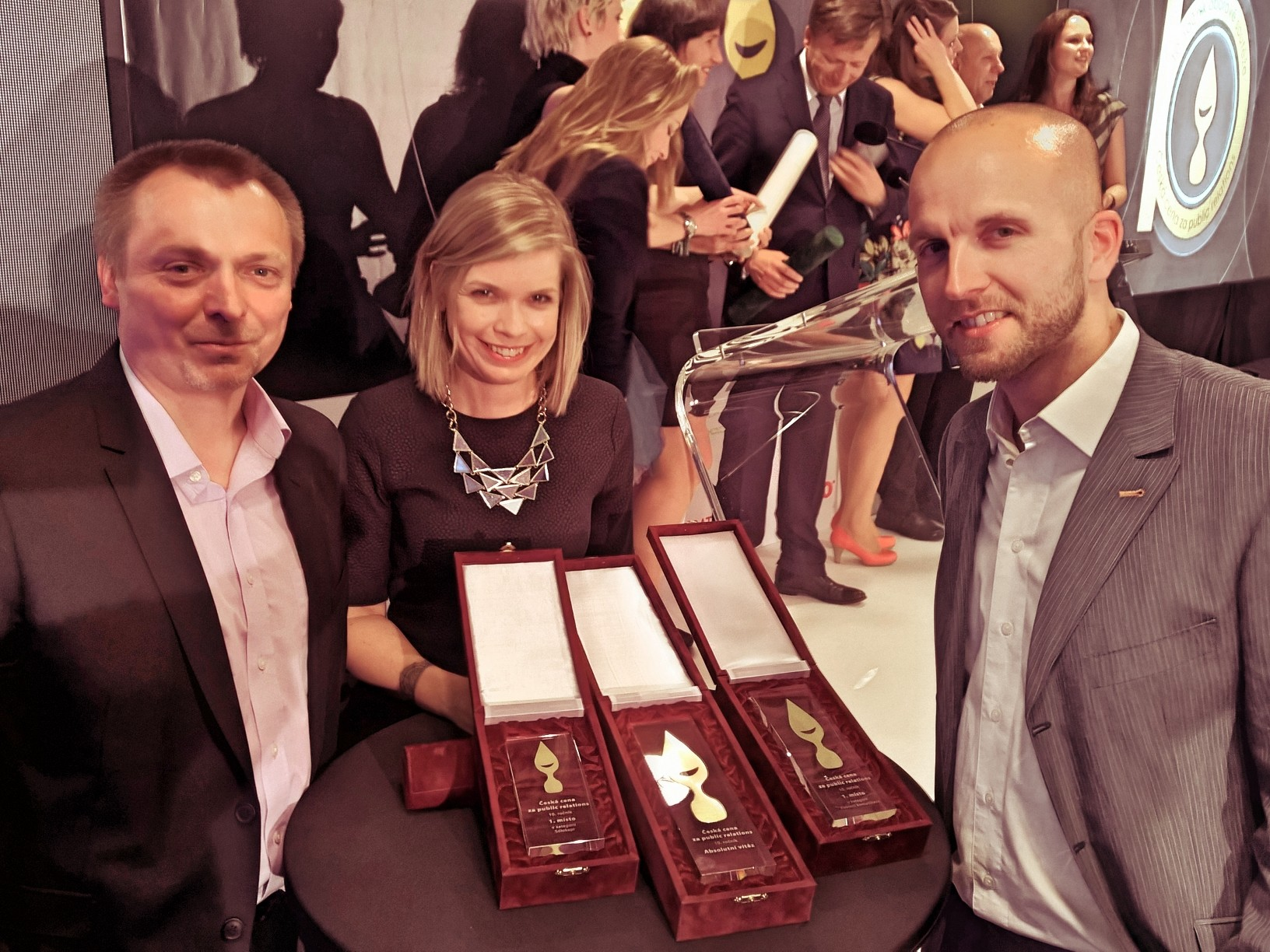
Tým ze Stream.cz přebírá ocenění za vítězství v anketě Česká cena za PR 2015

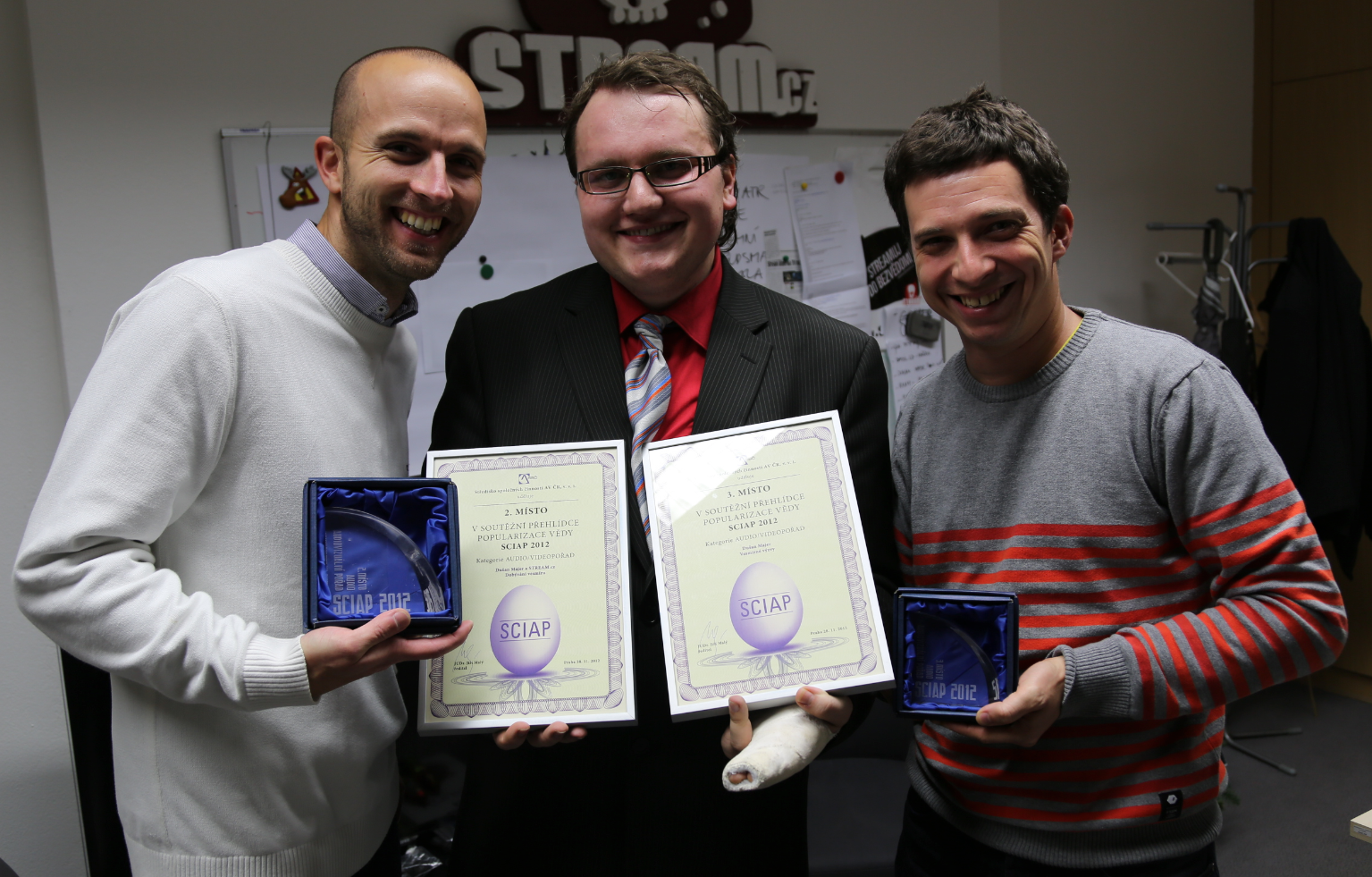
Lukáš Záhoř, Dušan Majer a Martin Krušina (zleva) s oceněním Akademie věd ČR za popularizaci vědy
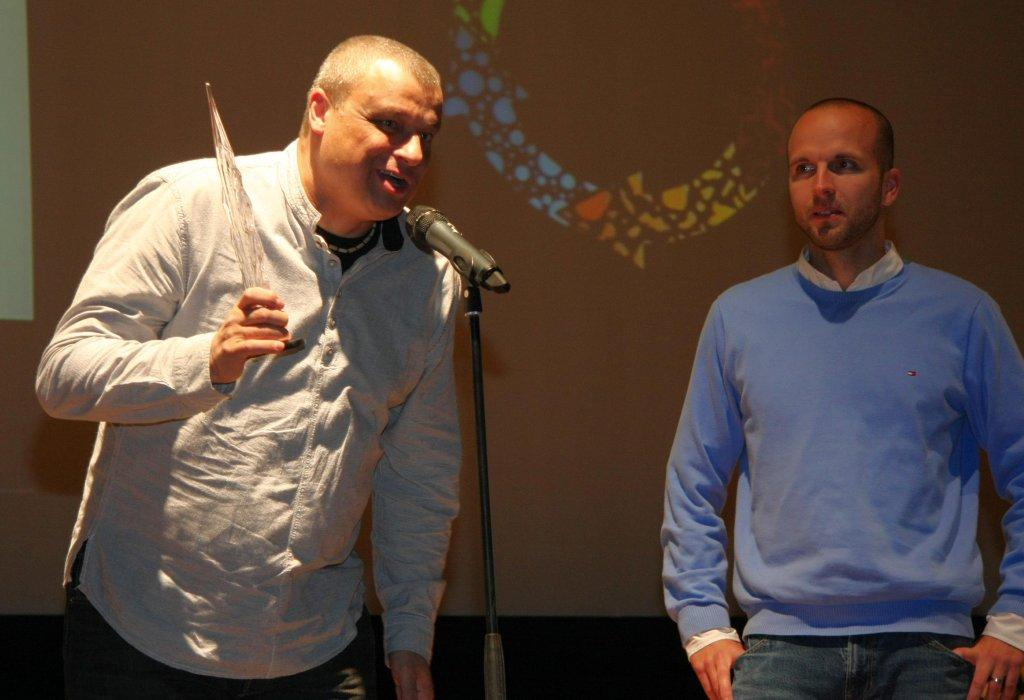
Roman Vaněk a současný šéfproducent Stream.cz Lukáš Záhoř přebírají cenu studentské poroty filmového festivalu Life Science za pořad Peklo na talíři
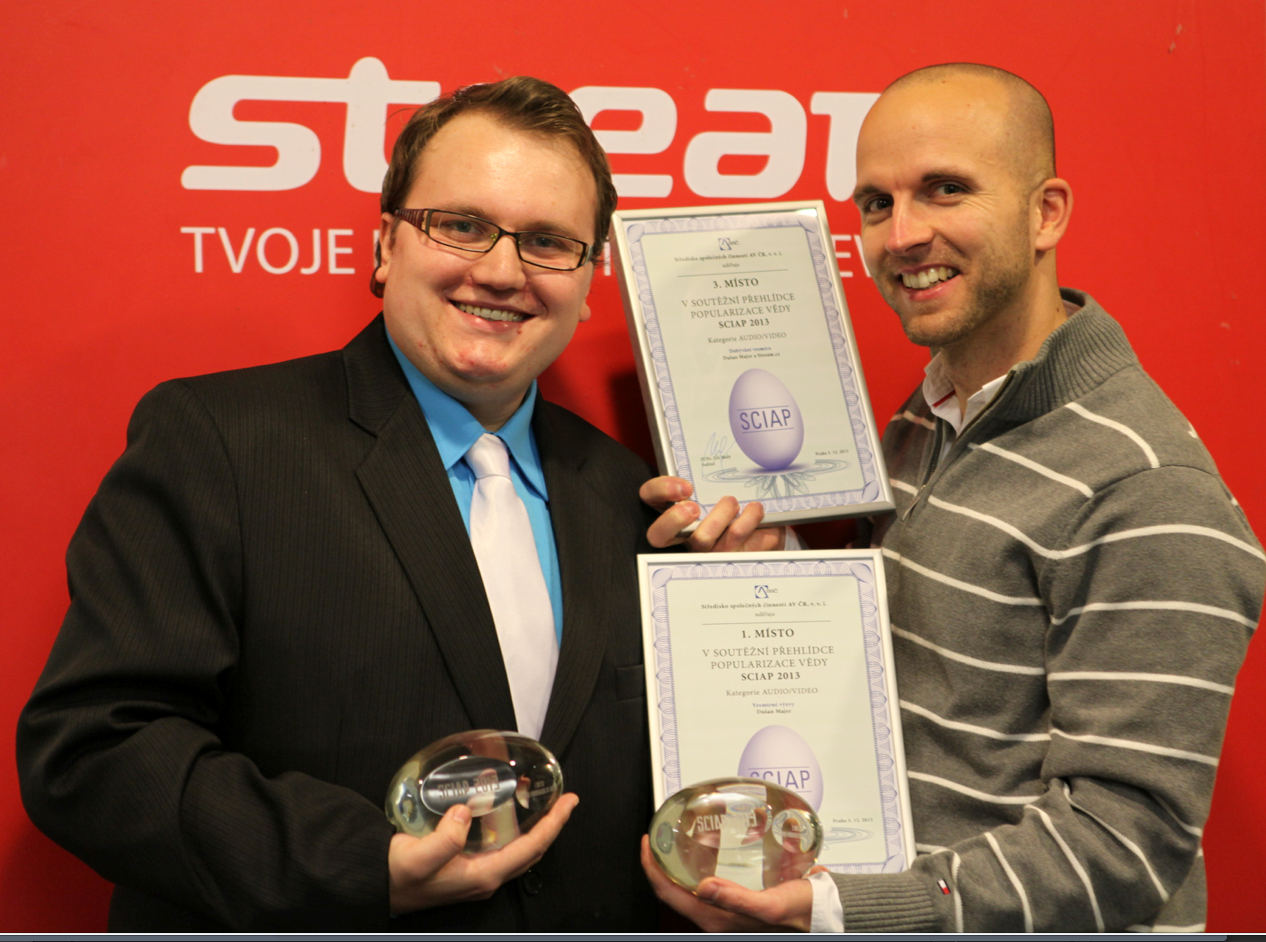
Pořady Dobývání vesmíru a Vesmírné výzvy si odnesly dvě ceny za popularizaci vědy SCIAP 2013
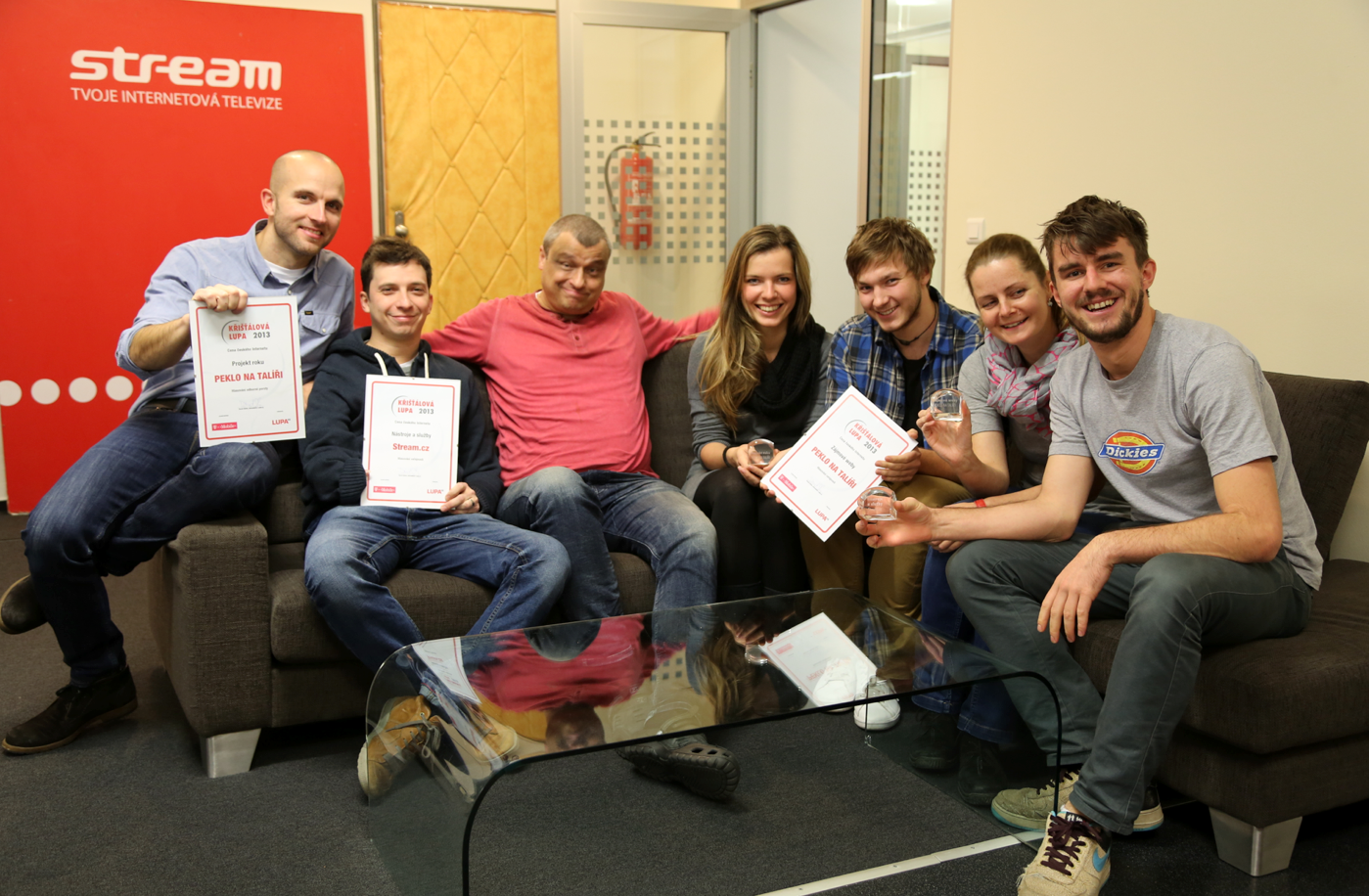
Peklo na talíři a Stream.cz obdržely tři ceny v anketě Křišťálová Lupa 2013